# Centre (geometria)

Centre d'una circumferència

En geometria, el centre d'un cos o figura és un punt situat, en algun sentit, just al mig seu. Això significa que, quan es traça una recta qualsevol que passa pel centre, aquesta talla els punts del contorn del cos en dos punts equidistants del centre. La definició precisa de centre depèn del tipus d'objecte geomètric considerat.
Des d'un punt de vista més abstracte, si la geometria és l'estudi dels grups de simetria (programa d'Erlangen), aleshores el centre és un punt fix d'un grup de simetria.

## Circumferències i esferes
El centre d'una circumferència al pla és el punt del qual equidisten tots els altres. Semblantment es defineix el centre d'una esfera a l'espai tridimensional, o, més generalment, d'una esfera a l'espai n-dimensional. La mateixa definició es pot considerar per a un disc en el pla, o una bola a l'espai. En el cas unidimensional, el centre d'un segment lineal és el seu punt mitjà.

## Polígons i políedres regulars
El centre d'un polígon regular al pla és el punt equidistant dels seus vèrtexs. Aquest centre coincideix amb el centre de la circumferència inscrita, o amb el de la circumscrita.
Es té una definició similar per a un políedre regular a l'espai.

## Objectes simètrics
Per a objectes amb diverses simetries, el centre és el punt que resta invariant per a aquestes. Així, el centre d'un quadrat, rectangle, rombe o paral·lelogram és el punt d'intersecció de les diagonals, i també el punt fix de les rotacions que els deixen invariants. Tanmateix, no es pot parlar de centre d'un quadrilàter qualsevol. Semblantment es pot definir el centre d'una el·lipse, que és el punt d'intersecció dels seus eixos, els quals són eixos de simetria de la corba.

## Triangles
Diversos punts relacionats amb un triangle tenen un nom derivat de centre: circumcentre, baricentre, incentre, ortocentre, etc. Per a un triangle equilàter tots ells coincideixen, i és el punt d'intersecció dels tres eixos de simetria del triangle.

## Espirals
Tot i que una espiral no té simetries, hom parla de centre d'una espiral per a referir-se al punt on sembla originar-se.